# Mechoopda
Mechoopda – plemię ludu Maidu, rdzennej ludności Kalifornii. Historycznie mówiło w języku Konkow. Plemię było skupione w wiosce położonej około 5,6 km na południe od współczesnego Chico. 